# Stefan Holm
Stefan Christian Holm (ur. 25 maja 1976 w Forshaga) – szwedzki lekkoatleta, skoczek wzwyż.
Stefan Holm o wzroście 1,81 m był najniższym skoczkiem wśród liczących się zawodników w tej konkurencji. Mimo to jego rekordy życiowe to: 2,37 m na otwartym stadionie i 2,40 w hali.
13 września 2008 po zawodach Światowego Finału IAAF w Stuttgarcie zakończył karierę sportową.

## Osiągnięcia
| Rok  | Impreza                        | Miejsce       | Lokata      | Wynik |
| ---- | ------------------------------ | ------------- | ----------- | ----- |
| 1993 | Mistrzostwa Europy juniorów    | San Sebastián | 11. miejsce | 2,06  |
| 1995 | Mistrzostwa Europy juniorów    | Nyíregyháza   | 6. miejsce  | 2,17  |
| 1997 | Halowe mistrzostwa świata      | Paryż         | 8. miejsce  | 2,25  |
| 1998 | Mistrzostwa Europy             | Budapeszt     | 7. miejsce  | 2,27  |
| 1998 | Finał Grand Prix               | Moskwa        | 6. miejsce  | 2,25  |
| 1999 | I liga pucharu Europy          | Lahti         | 1. miejsce  | 2,27  |
| 1999 | Halowe mistrzostwa świata      | Maebashi      | 6. miejsce  | 2,25  |
| 1999 | Mistrzostwa świata             | Sewilla       | 10. miejsce | 2,25  |
| 2000 | Superliga pucharu Europy       | Gateshead     | 1. miejsce  | 2,28  |
| 2000 | Igrzyska olimpijskie           | Sydney        | 4. miejsce  | 2,32  |
| 2001 | Halowe mistrzostwa świata      | Lizbona       | 1. miejsce  | 2,32  |
| 2001 | I liga pucharu Europy          | Vaasa         | 1. miejsce  | 2,28  |
| 2001 | Mistrzostwa świata             | Edmonton      | 4. miejsce  | 2,30  |
| 2002 | Halowe mistrzostwa Europy      | Wiedeń        | 2. miejsce  | 2,30  |
| 2002 | I liga pucharu Europy          | Sewilla       | 1. miejsce  | 2,33  |
| 2002 | Mistrzostwa Europy             | Monachium     | 2. miejsce  | 2,29  |
| 2002 | Finał Grand Prix               | Paryż         | 1. miejsce  | 2,31  |
| 2003 | Halowe mistrzostwa świata      | Birmingham    | 1. miejsce  | 2,35  |
| 2003 | I liga pucharu Europy          | Lappeenranta  | 1. miejsce  | 2,24  |
| 2003 | Mistrzostwa świata             | Paryż         | 2. miejsce  | 2,32  |
| 2003 | Światowy finał lekkoatletyczny | Monako        | 2. miejsce  | 2,30  |
| 2004 | Halowe mistrzostwa świata      | Budapeszt     | 1. miejsce  | 2,35  |
| 2004 | Superliga pucharu Europy       | Bydgoszcz     | 1. miejsce  | 2,32  |
| 2004 | Igrzyska olimpijskie           | Ateny         | 1. miejsce  | 2,36  |
| 2004 | Światowy finał lekkoatletyczny | Monako        | 1. miejsce  | 2,33  |
| 2005 | Halowe mistrzostwa Europy      | Madryt        | 1. miejsce  | 2,40  |
| 2005 | I liga pucharu Europy          | Gävle         | 1. miejsce  | 2,27  |
| 2005 | Mistrzostwa świata             | Helsinki      | 7. miejsce  | 2,29  |
| 2005 | Światowy finał lekkoatletyczny | Monako        | 3. miejsce  | 2,32  |
| 2006 | Halowe mistrzostwa świata      | Moskwa        | 5. miejsce  | 2,30  |
| 2006 | Mistrzostwa Europy             | Göteborg      | 3. miejsce  | 2,34  |
| 2006 | Światowy finał lekkoatletyczny | Stuttgart     | 3. miejsce  | 2,29  |
| 2007 | Halowe mistrzostwa Europy      | Birmingham    | 1. miejsce  | 2,34  |
| 2007 | Mistrzostwa świata             | Osaka         | 4. miejsce  | 2,33  |
| 2007 | Światowy finał lekkoatletyczny | Stuttgart     | 2. miejsce  | 2,30  |
| 2008 | Halowe mistrzostwa świata      | Walencja      | 1. miejsce  | 2,36  |
| 2008 | Igrzyska olimpijskie           | Pekin         | 4. miejsce  | 2,32  |
| 2008 | Światowy finał lekkoatletyczny | Stuttgart     | 2. miejsce  | 2,33  |